# Mai 1788

## Événements
- 3 mai : le Parlement de Paris, qui se sent menacé de suppression par le gouvernement, prend les devants et publie un arrêt qui expose les lois fondamentales de la monarchie et fait des corps intermédiaires liés à la société d’ordre le caractère essentiel de la constitution monarchique.

- 5 - 6 mai, France : le capitaine des gardes arrête en pleine séance les conseillers d’Epremesnil et Montsabert.

- 8 mai : un lit de justice tenu à Versailles impose les réformes judiciaires et politiques, tandis que les gouverneurs de province tiennent des lits de justice dans toutes les cours souveraines. 47 tribunaux de grand bailliage, remplacent les Parlements. Ils doivent appliquer un nouveau code d’instruction criminelle qui supprime la « question préalable », torture précédant l'exécution afin d'obtenir le nom des complices du condamné. L’enregistrement des lois passe à une cour plénière dont les membres sont choisis par le roi. Elle se réunit le 9 mai, mais de nombreuses personnalités refusent d’y siéger. Les Parlements résistent à leur mise en vacance et sont soutenus par des émeutes populaires à Paris (19 juin), Toulouse et Rennes.
  - L’assemblée du clergé, réunie en mai, refuse d’entériner les réformes du 8 mai et condamne l’octroi de droits civils aux non-catholiques.

- 23 mai : la Caroline du Sud ratifie la Constitution et devient le huitième État des États-Unis.

## Naissances
- 10 mai : Augustin Fresnel (mort en 1827), physicien français.
- 18 mai : Karl Ludwig Christian Rümker (mort en 1862), astronome allemand.

## Décès
- Joseph Lepaute Dagelet (né en 1751), astronome, horloger et scientifique français.
- Jean-André Mongez (né en 1750), scientifique et minéralogiste français.

- 8 mai : Giovanni Antonio Scopoli (né en 1723), naturaliste austro-italien.